# Хитрово, Алексей Захарович
О внуке-коллекционере см. Хитрово, Алексей Захарович (егермейстер)
Алексе́й Заха́рович Хитрово́ (9 (20) ноября 1776, Москва — 21 февраля (5 марта) 1854, Петербург) — русский государственный деятель из рода Хитрово. Сенатор (с 6 июля 1813 года), действительный тайный советник (с 9 апреля 1832 года), член Государственного совета (с 6 апреля 1827 года), второй Государственный контролёр России (3 марта 1827 — 21 февраля 1854 года), проведший на своём посту рекордный для Государственного контроля срок. Брат Н. З. Хитрово.

## Ранние годы
Происходил из ветви рода Хитрово, которая возвысилась благодаря родству с графами Шуваловыми. Сын действительного статского советника Захара Алексеевича Хитрово (1734—1798) от брака с Александрой Николаевной, дочерью сенатора Н. И. Маслова. Его дядя Ф. А. Хитрово был одним из главных пособников Екатерины II при вступлении её на престол.
В 8 лет Алексей Хитрово был уже зачислен сержантом в Измайловский полк, в 1789 пожелал перевестись в Конную гвардию и в 1795 г. произведён в корнеты.
Хитрово стал быстро повышаться в чинах со вступлением на престол Павла I. В декабре 1798 года император неожиданно пожаловал его в действительные камергеры (чин 4-го класса). Как следует из мемуаров его однополчанина Н. А. Саблукова, причина монаршей милости к 22-летнему Хитрово заключалась в удачно исполненном менуэте с тогдашней любимицей императора Е. И. Нелидовой.
В 1800 г. Хитрово перевёлся на гражданскую службу в качестве члена Мануфактур-коллегии и уже через три года был назначен её президентом. В 1804 причислен к обер-прокурорскому столу 1-го департамента Сената, а в 1808 назначен обер-прокурором 5-го департамента. В Отечественную войну 1812 года был избран дворянством в члены комитета Петербургского ополчения.

## Государственный контролёр
После скоропостижной кончины 11 сентября 1823 года Балтазара Кампенгаузена, организатора и бессменного главы Государственного управления ревизии государственных счетов, новое и не вполне ещё устоявшееся ведомство почти четыре года оставалось вовсе без главы. Заменить Кампенгаузена оказалось некем, вдобавок, дело осложнялось настроением, связанным с переходом власти от Александра I к Николаю I. В результате на протяжении четырёх лет, до марта 1827 года делами Государственного контроля управлял коллегиальный орган — Совет Главного управления ревизии государственных счетов. И только 3 марта 1827 года на пост Главного управляющего был назначен второй Государственный контролёр в истории России, Алексей Захарович Хитрово, занимавший этот пост без малого тридцать лет, до самой своей смерти, 21 февраля 1854 года.
В первые десять лет деятельность Государственного контроля была связана с постоянными неустройствами и перегрузками. Количество накопившихся ранее и требовавших проверки документов было непомерным. Первоочередной задачей ведомства стала полная и всеохватная ревизия предшествующей финансовой отчётности, прежде всего — связанной с военными действиями. До постановления 1823 года такие проверки проводились по подлинным приходно-расходным книгам и финансовым документам ведомств. Громадный объём работы при весьма небольшом штате чиновников-ревизоров приводил к тому, что проверяющим не хватало ни времени, ни сил для действительной и тщательной проверки. Для рассмотрения накопившейся за предыдущие годы документации (свыше 220 тысяч книг и счетов и около 10 миллионов документов) при Главном управлении ревизии государственных счетов было образовано шесть временных контрольных комиссий, труд которых растянулся на многие годы. С 1819 года на правах отдельной, Пятой экспедиции контрольного ведомства была специально учреждена Временная комиссия для решения счетов и счётных дел прежнего времени, куда были включены все подразделения других экспедиций, занятые ревизией дел до 1817 года, а также экспедиция бывшего Департамента водяных коммуникаций. Проработав свыше десяти лет, она была упразднена уже после смерти Кампенгаузена, в ноябре 1829 года с передачей дел вновь образованной Временной контрольной комиссии для отчётов гражданского ведомства за период до 1828 года. Для рассмотрения же дел, связанных с военным ведомством — комиссариатских, провиантских и прочих — были созданы отдельные особые Временные комиссии.

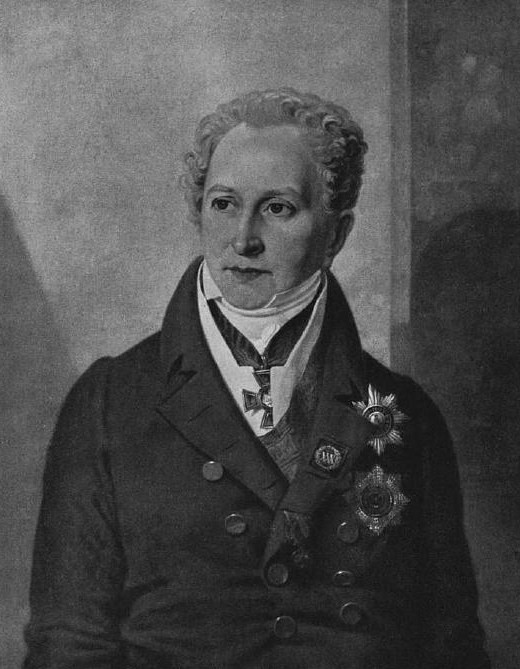
Алексей Хитрово на портрете В. Л. Боровиковского (1820-е)

При Алексее Хитрово ведомство в основном обустраивалось и упорядочивало свои внутренние регламенты. Ещё при Балтазаре Кампенгаузене, в январе 1823 года с Государственного управления ревизии государственных счетов были сняты непомерные обязанности по сверке финансовой документации огромного числа документов, накопившихся за прежние годы. Первым делом, заняв пост Государственного контролёра — уже в сентябре 1827 года Алексей Хитрово упорядочил структуру вверенного ему ведомства: Адмиралтейская и Черноморская счётные экспедиции были объединены в Контрольный департамент морских отчётов.
Однако чрезмерно узкая и исключительно «бумажная компетенция» в таком важнейшем деле, как ревизия государственных финансов и проверка возможных злоупотреблений, постоянно вызывала недовольство многих рачительных администраторов и государственников. То и дело в недрах правительства возникали проекты реформы, в той или иной мере увеличивающей полномочия Государственного контроля и расширяющего сферу его вмешательства. Так, в 1836 году генерал-адъютант П. Д. Киселёв выдвинул программу реформы системы Государственного контроля, связанную с её распространением на места. В частности, предлагалось создать местные органы, подчиняющиеся центру — губернские контроли из прежних контрольных отделений казённых палат, куда должны были стекаться документы местных учреждений всех ведомств. Проект по существу означал серьёзное расширение сферы компетенции Государственного контроля: в случае успеха проекта Киселёва в сферу проверок вовлекался значительно больший круг учреждений. Однако предложения Киселёва не были приняты, а функции Гос.контроля с 1836 года возросли только с той стороны, что на него было возложено составление заключений о выгодности или убыточности для казны тех или иных хозяйственных операций. На пути всех предложений о расширении полномочий ревизионного ведомства постоянно вставало тихое, но упорное противодействие Государственного контролёра, Алексея Хитрово.
Впрочем, спустя 16 лет, в 1852 году тот же самый проект генерала Киселёва вновь подвергся обсуждению при поддержке Александра Княжевича и Павла Гагарина. И вновь Государственный контролёр Алексей Хитрово выдал отрицательное заключение на проект. Он придерживался прямо противоположной реформаторам точки зрения и считал проект резко несвоевременным. Ссылаясь на неудачный опыт 1811—1823 годов и некоторые особенности государственного управления России, а также особенно подчёркивая возможность значительного увеличения расходов на Государственный контроль в случае осуществления реформы, в условиях ощутимого дефицита бюджета он смог убедить в своей правоте Николая I. В итоге — система государственного контроля вновь претерпела лишь самые незначительные изменения.
Серьёзнейшей проблемой Государственного контроля и при Алексее Хитрово оставалась острая нехватка квалифицированных работников. Во времена Кампенгаузена из 300 служащих ведомства только 90 имели вообще какое-либо образование, и лишь 25 из них — высшее. В 1837 году по ходатайству Алексея Хитрово Государственному контролю было разрешено содержать в Санкт-Петербургском коммерческом училище 5 воспитанников из числа детей чиновников или служащих ведомства. Таким образом Хитрово намеревался хотя бы отчасти утолить кадровый голод и заполнить вакансии людьми «сведущими в счётной части». После завершения образования молодые специалисты должны были отработать не менее десяти лет в Государственном контроле. Однако за отсутствием должного контроля и эта мера также не привела к сколько-нибудь существенным улучшениям. И если за двадцать лет, в 1837—1857 годах было выпущено всего 16 воспитанников, то на службе из них осталось только 7. В результате, в начале 1856 года было решено, что училище не даёт необходимой для контрольной службы специальной подготовки, а поэтому было рекомендовано принимать на службу людей только с университетским образованием, предпочтительно с камеральных факультетов. Несомненно, что кадровая проблема не носила ведомственного или локального характера для Государственного контроля, а являлась общей и образующей для российского государства, а потому одному Алексею Хитрово не под силу было как-то её решить на своём месте.

"Уже с первых десятилетий XIX века в России начинает ощущаться явная нехватка людей, нужных для решения задач государственного управления. Ещё в августе 1821 года император Александр I, указывая М. М. Сперанскому на причины неудач своей преобразовательной деятельности, говорил ему «о недостатке способных и деловых людей не только у нас, но и везде». В 1838 году рассмотрение возможных кандидатур для последующего назначения в Государственный совет вызвало пессимистический отклик в дневнике М. А. Корфа: «При необходимой надобности подкрепить Совет ещё несколькими новыми членами… не нашли никого, кто мог бы настоящим образом годиться и быть полезен в этом звании. Бедность в людях ужасная и не только в этом высшем разряде, но и в должностях второстепенных». — ( Семёнов Н.Ю. «Об особенностях государственной власти в России»)
В 1830—1850-е годы ревизионное ведомство погрузилось в глубокую стагнацию, вполне соответствующую духу своего времени. Полуграмотные, склонные «договариваться» вполне беззубые контролёры стали частым и излюбленным объектом для анекдотов и сатиры. Наиболее показательным для описания внутреннего и внешнего состояния Государственного контроля можно считать пьесу Гоголя «Ревизор» — своей известностью далеко превзошедшую само существование высмеянного им министерства. Едва ли не тридцать лет провёл на посту Государственного контролёра Алексей Хитрово и ушёл со своей должности только со смертью, дослужив до глубокой старости. Время его правления в Государственном контроле не было отмечено громкими делами. При нём происходила медленная и постепенная отладка ведомственного механизма. Можно сказать, что по духу своего правления в Государственном контроле Алексей Захарович вполне соответствовал николаевским временам, что и позволило ему, в конечном счёте, провести столь долгий срок и без особых треволнений покинуть свой пост — не вследствие отставки, но в результате естественного течения жизни.
В 1835 году А. З. Хитрово выступил как один из учредителей (позже — член Правления) Второго российского страхового от огня общества
.
Умер в феврале 1854 года и был похоронен в Сергиевской пустыни близ берега Финского залива.

## Награды
- Орден Святого Владимира 3-й степени (06.01.1809)
- Орден Святой Анны 1-й степени (01.01.1811)
- Орден Святого Владимира 2-й степени (01.01.1818)
- Бриллиантовые знаки к ордену Святой Анны 1-й степени (21.04.1826)
- Орден Святого Александра Невского (21.04.1829)
- Орден Святого Владимира 1-й степени (31.12.1832)
- Бриллиантовые знаки к ордену Святого Александра Невского (02.04.1838)
- Высочайший рескрипт (10.01.1845)
- Орден Белого орла (15.04.1845)
- Орден Святого апостола Андрея Первозванного (15.04.1845)
- Алмазные знаки к ордену Святого апостола Андрея Первозванного (08.04.1851)
- Вновь алмазные знаки к ордену Святого апостола Андрея Первозванного (04.01.1854, единственный случай в Российской империи)
- Знак отличия беспорочной службы за XXX лет (22.08.1828)
- Знак отличия беспорочной службы за XXXV лет (22.08.1831)
- Знак отличия беспорочной службы за XL лет (22.08.1835)
- Знак отличия беспорочной службы за XLV лет (22.08.1841)
- Знак отличия беспорочной службы за L лет (22.08.1846)

## Семья

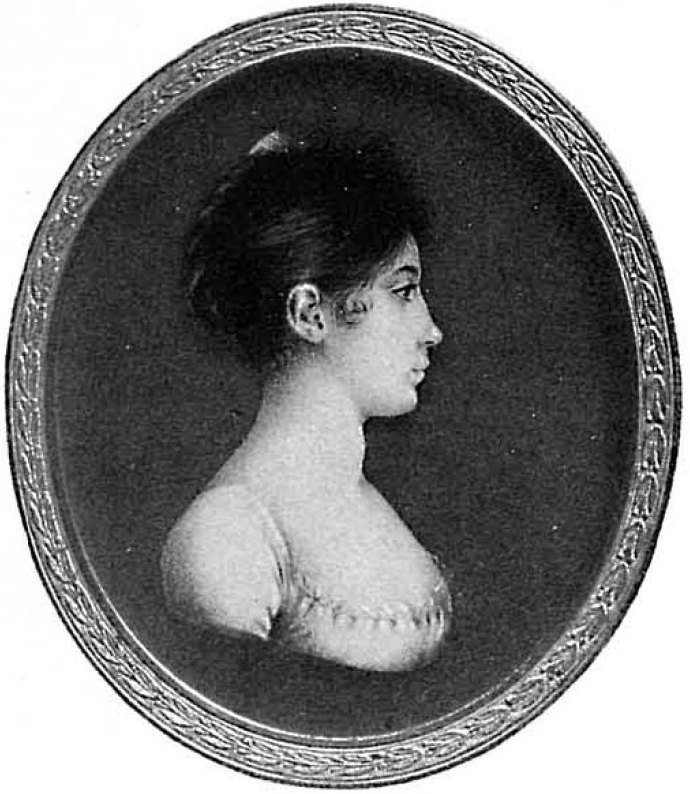
Мария Алексевна Хитрово

Жена  (с 1802 года) —  графиня Мария Алексеевна Мусина-Пушкина (1782—1863), старшая дочь знаменитого мецената графа  А. И. Мусина-Пушкина и его жены Екатерины Алексеевны. По отзыву А. Я. Булгакова, отличалась красотой и мягким общительным характером. За заслуги мужа 1 января 1830 года была пожалована в кавалерственные дамы ордена Св. Екатерины (меньшого креста). Дети:
- Наталья (1804—1863), фрейлина, с 1829 года замужем за петербургским губернатором П. М. Донауровым;
- Екатерина (1805—1853), фрейлина, за генералом от инфантерии Н. М. Толстым (внук М. И. Голенищева-Кутузова);
- Захар (1807—1876), обер-церемониймейстер, жена — графиня Прасковья Ненчини (в 1-м браке — маркиза Пуччи); их сын Алексей — собиратель западноевропейского искусства.
- Николай (14.11.1809[7].— ?), крестник дяди Н. З. Хитрово и сестры Натальи.
- Алексей (05.05.1812[8]—1837), крещен 1 июня 1812 года в церкви Вознесения при восприемстве дяди графа И. А. Мусина-Пушкина.
- Александра (14.04.1816[9]—1889), крестница брата Захара и сестры Натальи, фрейлина двора, замужем с 25 августа 1840 года[10] за шталмейстером Ф. Г. Головиным;
- Елизавета (12.02.1822[11]—1859), крещена 17 февраля 1822 года церкви Св. Двенадцати апостолов при Главном управлении почт и телеграфов при восприемстве дяди графа И. А. Мусина-Пушкина и сестры Екатерины; замужем за св. кн. К. А. Суворовым (внук А. В. Суворова). Умерла от рака груди.